# Aija Barča
Aija Barča (ur. 1949) – łotewska polityk, była posłanka na Sejm, od 2019 przewodnicząca Łotewskiej Federacji Emerytów. 

## Życiorys
W 1972 ukończyła studia z dziedziny języka i literatury łotewskiej w Lipawskim Państwowym Instytucie Pedagogicznym, następnie zaś pracowała jako nauczycielka w szkołach średnich. W 2005 uzyskała stopień magistra w macierzystej uczelni, przemianowanej na Lipawską Akademię Pedagogiczną. W 1998 weszła w skład Sejmu VII kadencji jako przedstawicielka Łotewskiej Socjaldemokratycznej Partii Robotniczej. Następnie była zatrudniona jako pracownik socjalny i dyrektor służb społecznych w urzędzie miejskim w Lipawie, będąc jednocześnie radną rady miejskiej z ramienia Partii Lipawskiej, której członkiem władz pozostaje. W 2006 uzyskała mandat posłanki na Sejm IX kadencji z listy Partii Ludowej (TP) w okręgu kurlandzkim, pozostając członkiem LP. 19 marca 2010 zapowiedziała poparcie dla gabinetu Valdisa Dombrovskisa i wystąpienie z Klubu Poselskiego TP.
W wyborach w 2010 i 2011 ponownie uzyskała mandat posłanki, tym razem z listy ZZS jako przedstawicielka Partii Lipawskiej. Została przewodniczącą Komisji Pracy i Spraw Społecznych (2010–2011).  W wyborach w 2014 uzyskała reelekcję do Sejmu XII kadencji z listy ZZS. W parlamencie zasiadała do jesieni 2018. 
W 2019 została wybrana na przewodniczącą Łotewskiej Federacji Emerytów. 